# Атангана, Симон
Симон Пьер Мвондо Атангана (фр. Simon Pierre Mvondo Atangana; род. 10 июля 1979, Яунде) — камерунский футболист, выступавший на позиции нападающего.

## Карьера

### Клубная
Выступал за камерунские клубы «Фугре», «Олимпик Мволе». В те же годы начал играть за юношескую сборную Камеруна, после чего был куплен аравийским клубом «Аль-Фат’х», но провёл в нём лишь один год и вернулся на родину, в одного из лидеров камерунского футбола, клуб «Тоннер». В 2000 году подписал контракт с шотландским «Данди Юнайтед». Но в «Данди» не смог завоевать место в основном составе. Проведя за 2 сезона лишь 11 игр в чемпионате, был отдан в январе 2002 года в аренду в клуб второго английского дивизиона «Порт Вейл», за который провёл 2 игры. Позже играл за «Колчестер Юнайтед», «Грейс Атлетик» и «Халстед Таун» в низших английских лигах. В 2004 году перешёл в российский клуб «Луч-Энергия», где стал любимцем болельщиков и получил прозвище «Максимка». В «Луче» провёл 1 сезон, забив 11 голов в 39 матчах, и получил звание лучшего иностранного футболиста Первого российского дивизиона, после чего был куплен клубом «Терек», но на тренировочном сборе не приглянулся тренерскому штабу команды, в результате играл очень мало, проведя 11 матчей. В июне был отдан в аренду белорусскому «Локомотиву». Там в первой же игре забил 3 гола в ворота БАТЭ, но затем его результативность снизилась, и забивал немного. По окончании сезона вернулся в «Терек» и провёл за клуб весь следующий сезон, проведя 33 матча, в которых забил 9 мячей. Однако «Терек» не захотел продлевать контракт с футболистом, и тот занялся поисками новой команды, был на просмотре в «Металлурге», но тренерскому штабу не приглянулся. Зимой 2009 года пытался устроиться в «Динамо» из Брянска, но неудачно. Летом 2010 года стал игроком французского клуба «Олимпик» из города Сен-Дизье. В сезоне-2010/11 забил 6 голов в 21 матче второй любительской лиги Франции.

### В сборной
В 1999 году стал выступать за национальную сборную, которая готовилась к Олимпиаде в Сиднее. Сборная проводила турне по Англии, в одном из матче с клубом «Манчестер Сити», завершившимся вничью 1:1, смог отличиться, поразив ворота клуба английской Премьер-лиги. Всего за сборную Камеруна провёл 29 матчей, забил 11 голов.

## Личная жизнь
Жену зовут Мария-Патрисия. Имеет сына и дочь.